# Campeonato Africano de Atletismo de 2014 - Salto em distância masculino
A prova do salto em distância masculino do Campeonato Africano de Atletismo de 2014 foi disputada entre os dias  10 e 11 de agosto de 2014 no Estádio de Marrakech  em Marrakech, no Marrocos. Participaram da prova 20 atletas. 

## Recordes
Antes desta competição, os recordes mundiais e do campeonato nesta prova eram os seguintes:
|                       | Nome                   | Nacionalidade  | Distância | Local  | Data                 |
| --------------------- | ---------------------- | -------------- | --------- | ------ | -------------------- |
| Recorde mundial       | Mike Powell            | Estados Unidos | 8m 95 cm  | Tóquio | 30 de agosto de 1991 |
| Recorde do campeonato | Younès Moudrik         | Marrocos       | 8m 34cm   | Argel  | 13 de julho de 2000  |
| Recorde africano      | Godfrey Khotso Mokoena | África do Sul  | 8m 50cm   | Madri  | 4 de julho de 2009   |

## Medalhistas
| Ouro               | Prata                        | Bronze               |
| Zarck Visser (RSA) | Godfrey Khotso Mokoena (RSA) | Rushwal Samaai (RSA) |

## Cronograma
Todos os horários são locais (UTC+1).
| Data         | Hora  | Evento  |
| ------------ | ----- | ------- |
| 10 de agosto | 17:40 | Bateria |
| 11 de agosto | 19:55 | Final   |

## Resultados

### Qualificação
Qualificação. 7.80m (Q) ou pelo menos 12 melhores (q) avançam para a final.
| Posição | Grupo | Atleta                 | Nacionalidade      | #1    | #2   | #3   | Resultados | Notas |
| ------- | ----- | ---------------------- | ------------------ | ----- | ---- | ---- | ---------- | ----- |
| 1       | A     | Zarck Visser           | África do Sul      | 7.78  | 7.92 |      | 7.92       | Q     |
| 2       | B     | Godfrey Khotso Mokoena | África do Sul      | 7.87  |      |      | 7.87       | Q     |
| 3       | B     | Rushwal Samaai         | África do Sul      | 7.71  | 7.86 |      | 7.86       | Q     |
| 4       | B     | Ndiss Kaba Badji       | Senegal            | 7.81  |      |      | 7.81       | Q     |
| 5       | B     | Tera Langat            | Quênia             | 7.43  | 7.40 | 7.74 | 7.74       | q     |
| 6       | B     | Larona Koosimile       | Botswana           | 7.69  | 7.49 | x    | 7.69       | q     |
| 7       | A     | Robert Martey          | Gana               | 4.57  | 7.67 | –    | 7.67       | q     |
| 8       | A     | Hammed Suleiman        | Nigéria            | 7.64  | 7.60 | –    | 7.64       | q     |
| 9       | B     | Samson Idiata          | Nigéria            | 5.70  | 7.60 | x    | 7.57       | q     |
| 10      | B     | Abderrahim Zehouani    | Marrocos           | 7.30  | x    | 7.46 | 7.46       | q     |
| 11      | A     | Elijah Kimitei         | Quênia             | 7.43  | 7.14 | 7.30 | 7.43       | q     |
| 12      | A     | Mamadou Chérif Dia     | Mali               | 7.17  | x    | 7.43 | 7.43       | q     |
| 13      | B     | Hicham Douiri          | Marrocos           | 5.66  | 7.36 | 7.38 | 7.38       |       |
| 14      | A     | Abdelkrim Mlaab        | Marrocos           | 7.38  | 6.99 | 7.22 | 7.38       |       |
| 15      | B     | Marouene Mansour       | Tunísia            | 7.07  | 7.27 | 7.31 | 7.31       |       |
| 16      | A     | Ojulu Lingo            | Etiópia            | 6.84  | 7.30 | 7.07 | 7.30       |       |
| 17      | A     | Armand Tsoaoule        | Camarões           | 7.29  | 7.20 | x    | 7.29       |       |
| 18      | A     | Ruri Rammokolodi       | Botswana           | 6.91w | x    | 7.25 | 7.25       |       |
| 19      | B     | Peggy Sita Kihoue      | República do Congo | 6.80  | 7.04 | 7.15 | 7.15       |       |
| 20      | A     | Romeo N'tia            | Benim              | 6.37  | 6.64 | 6.86 | 6.86       |       |

### Final
| Posição           | Atleta                 | Nacionalidade | #1    | #2   | #3    | #4    | #5    | #6    | Resultados | Notas |
| ----------------- | ---------------------- | ------------- | ----- | ---- | ----- | ----- | ----- | ----- | ---------- | ----- |
| Medalha de ouro   | Zarck Visser           | África do Sul | 8.04w | x    | 8.00  | 8.08  | 7.75w | 6.70w | 8.08       |       |
| Medalha de prata  | Godfrey Khotso Mokoena | África do Sul | 7.95  | 8.02 | 7.97  | 7.88w | 7.93  | 7.79  | 8.02       |       |
| Medalha de bronze | Rushwal Samaai         | África do Sul | 7.84w | 7.41 | 7.39  | –     | –     | 6.14  | 7.84w      |       |
| 4                 | Robert Martey          | Gana          | 7.48  | x    | 7.80w | –     | x     | 7.77  | 7.80w      |       |
| 5                 | Samson Idiata          | Nigéria       | 7.68  | x    | x     | x     | 7.75  | 7.78  | 7.78       |       |
| 6                 | Tera Langat            | Quênia        | x     | 7.61 | x     | 7.63  | 7.65  | x     | 7.65       |       |
| 7                 | Elijah Kimitei         | Quênia        | 7.31  | 7.50 | 7.58w | 7.63w | 7.45w | 7.41  | 7.63w      |       |
| 8                 | Ndiss Kaba Badji       | Senegal       | x     | 7.35 | 7.61w | 7.39  | x     | x     | 7.61w      |       |
| 9                 | Hammed Suleiman        | Nigéria       | x     | 7.50 | 7.56  |       |       |       | 7.56       |       |
| 10                | Abderrahim Zehouani    | Marrocos      | 7.50  | 7.44 | x     |       |       |       | 7.50       |       |
| 11                | Larona Koosimile       | Botswana      | x     | x    | 7.34w |       |       |       | 7.34w      |       |
| 12                | Mamadou Chérif Dia     | Mali          | x     | x    | 7.11  |       |       |       | 7.11       |       |

Legenda
| Recorde mundial       | Recorde mundial (World record)               |                       | Recorde africano                      | Recorde africano (African) |                                           | Q | Classificado por posição (Qualified) |
| Recorde do campeonato | Recorde do campeonato (Championship record)  | Recorde da América    | Recorde da América (Americas)         | q                          | Classificado por melhor tempo (Qualified) |   |                                      |
| Melhor marca do ano   | Melhor marca do ano (World leading)          | Recorde asiático      | Recorde asiático (Asian)              | DNS                        | Não largou (Did not start)                |   |                                      |
| Recorde nacional      | Recorde nacional (National record)           | Recorde europeu       | Recorde europeu (European)            | DNF                        | Não terminou (Did not finish)             |   |                                      |
| Recorde pessoal       | Recorde pessoal do atleta (Personal best)    | Recorde da Oceania    | Recorde da Oceania (Oceania)          | DSQ / DQ                   | Desclassificado (Disqualified)            |   |                                      |
| Recorde da temporada  | Recorde da temporada do atleta (Season best) | Recorde sul-americano | Recorde sul-americano (South America) | NM                         | Sem marca (No mark)                       |   |                                      |